# Кодирование Танстелла
Кодирование по Танстеллу — форма энтропийного кодирования, используемая для сжатия данных без потерь.

## История
Кодирование по Танстеллу было предметом докторской диссертации Брайана Паркера Танстелла в 1967 году, когда он работал в Технологическом институте Джорджии. Темой этой диссертации был «Синтез кодов с бесшумным сжатием».
Является предшественником алгоритма Лемпеля-Зива.

## Свойства
В отличие от кодов переменной длины, одним из которых является кодирование Хаффмана, при кодировании Танстелла сопоставляются исходные символы с фиксированным количеством битов.
Как коды Танстелла, так и коды Лемпеля-Зива представляют слова переменной длины кодами фиксированной длины.
В отличие от кодирования типичных множеств [уточнить], кодирование Танстелла анализирует стохастический источник с помощью кодовых слов переменной длины.
Можно показать, что для достаточно большого словаря количество битов на букву источника может быть сколь угодно близко к {\displaystyle H(U)} — энтропии источника.

## Алгоритм
Алгоритм требует в качестве входных данных входной алфавит {\displaystyle {\mathcal {U}}}, а также распределение вероятностей для каждого вводимого слова. Для этого также требуется произвольная константа {\displaystyle C}, которая является верхней границей размера словаря, который этот алгоритм будет вычислять. Рассматриваемый словарь, {\displaystyle D}, построен как дерево вероятностей, в котором каждое ребро связано с буквой из входного алфавита. Алгоритм выглядит следующим образом:
```
D: = дерево из 

  

    

      

        

          
|

        

        

          

            
U

          

        

        

          
|

        

      

    

    
{\displaystyle |{\mathcal {U}}|}

  

 листьев, по одному на каждую букву в 

  

    

      

        

          

            
U

          

        

      

    

    
{\displaystyle {\mathcal {U}}}

  

.
Пока 

  

    

      

        

          
|

        

        
D

        

          
|

        

        
<

        
C

      

    

    
{\displaystyle |D|<C}

  

:
    Преобразуйте наиболее вероятный лист в дерево с 

  

    

      

        

          
|

        

        

          

            
U

          

        

        

          
|

        

      

    

    
{\displaystyle |{\mathcal {U}}|}

  

 листьями.
```

## Пример
Пусть исходная строка «hello, world». Предположим (несколько нереалистично), что входной алфавит {\displaystyle {\mathcal {U}}} содержит только символы из строки «hello, world», то есть 'h', 'e', 'l', ',', ' ', ' w', 'o', 'r', 'd'. Таким образом, можно вычислить вероятность каждого символа на основе его статистической частоты появления во входной строке. Например, буква L появляется трижды в строке из 12 символов: ее вероятность равна {\displaystyle 3 \over 12}.
Нужно инициализировать дерево, начиная с дерева из {\displaystyle |{\mathcal {U}}|=9} листьев. Таким образом, каждое слово напрямую связано с буквой алфавита. 9 слов, которые мы получаем таким образом, могут быть закодированы в выходные данные фиксированного размера {\displaystyle \lceil \log _{2}(9)\rceil =4} бита.
Затем берётся лист с наибольшей вероятностью (здесь, {\displaystyle w_{1}}) и преобразуется в еще одно дерево с {\displaystyle |{\mathcal {U}}|=9} листьями, по одному для каждого символа. И нужно повторно вычислить вероятности этих листьев. Например, последовательность из двух букв L встречается один раз. С учётом того, что существует три вхождения букв, следующих за буквой L, результирующая вероятность равна {\displaystyle {1 \over 3}\cdot {3 \over 12}={1 \over 12}}.
Каждое из полученных 17 слов может быть закодировано в выходные данные фиксированного размера, состоящие из {\displaystyle \lceil \log _{2}(17)\rceil =5} бит.
Этот процесс можно повторять и дальше, увеличивая количество слов на {\displaystyle |{\mathcal {U}}|-1=8} каждый раз.

## Ограничения
Кодирование Танстелла требует, чтобы алгоритм знал до операции непосредственно кодирования, каково распределение вероятностей для каждой буквы алфавита. Эта проблема является общей с кодированием Хаффмана.
Его требование вывода блока фиксированной длины делает результат меньшим, чем у Лемпеля-Зива, который имеет аналогичный дизайн на основе словаря, но с выводом блока переменного размера.[прояснить]